# Pselliophora
Pselliophora är ett släkte av tvåvingar. Pselliophora ingår i familjen storharkrankar.

## Dottertaxa tillPselliophora, i alfabetisk ordning[1]
- Pselliophora annulipes
- Pselliophora annulosa
- Pselliophora approximata
- Pselliophora ardens
- Pselliophora aurantia
- Pselliophora bakeri
- Pselliophora biaurantia
- Pselliophora bicinctifer
- Pselliophora bicolor
- Pselliophora bifascipennis
- Pselliophora binghami
- Pselliophora brunnipennis
- Pselliophora cavaleriei
- Pselliophora chaseni
- Pselliophora chrysophila
- Pselliophora compedita
- Pselliophora ctenophorina
- Pselliophora curvipes
- Pselliophora dendrobia
- Pselliophora divisa
- Pselliophora dolens
- Pselliophora enderleini
- Pselliophora fasciipennis
- Pselliophora flammipes
- Pselliophora flavibasis
- Pselliophora flavifemur
- Pselliophora flavofasciata
- Pselliophora flavostigma
- Pselliophora fumiplena
- Pselliophora fuscipennis
- Pselliophora fuscolimbata
- Pselliophora galeata
- Pselliophora gaudens
- Pselliophora gloria
- Pselliophora guangxiensis
- Pselliophora hainanensis
- Pselliophora harmandi
- Pselliophora henryi
- Pselliophora hoffmanni
- Pselliophora hoppo
- Pselliophora idalia
- Pselliophora igorota
- Pselliophora immaculipennis
- Pselliophora incunctans
- Pselliophora insignis
- Pselliophora invenustipes
- Pselliophora isshikii
- Pselliophora jinxiuensis
- Pselliophora jubilata
- Pselliophora kangeanensis
- Pselliophora kershawi
- Pselliophora koreana
- Pselliophora ladelli
- Pselliophora laeta
- Pselliophora laneipes
- Pselliophora latifascipennis
- Pselliophora lauta
- Pselliophora longicornis
- Pselliophora longshengensis
- Pselliophora luctuosa
- Pselliophora margarita
- Pselliophora mcgregori
- Pselliophora mecocera
- Pselliophora mesamericana
- Pselliophora nigribasis
- Pselliophora nigrithorax
- Pselliophora nigrorum
- Pselliophora ningmingensis
- Pselliophora ophionea
- Pselliophora pachyrhinoides
- Pselliophora pallitibia
- Pselliophora pendleburyi
- Pselliophora penicillata
- Pselliophora perdecora
- Pselliophora plagiata
- Pselliophora praefica
- Pselliophora pumila
- Pselliophora reversa
- Pselliophora rubella
- Pselliophora rubra
- Pselliophora scalator
- Pselliophora scurra
- Pselliophora sikkimensis
- Pselliophora speciosa
- Pselliophora stabilis
- Pselliophora sternoloba
- Pselliophora stigmatica
- Pselliophora strigipennis
- Pselliophora suspirans
- Pselliophora taprobanes
- Pselliophora terminalis
- Pselliophora tigriventris
- Pselliophora tinctipennis
- Pselliophora tripudians
- Pselliophora upsilon
- Pselliophora venezuelensis
- Pselliophora vulcan
- Pselliophora xanthopimplina